# 푸나카이키

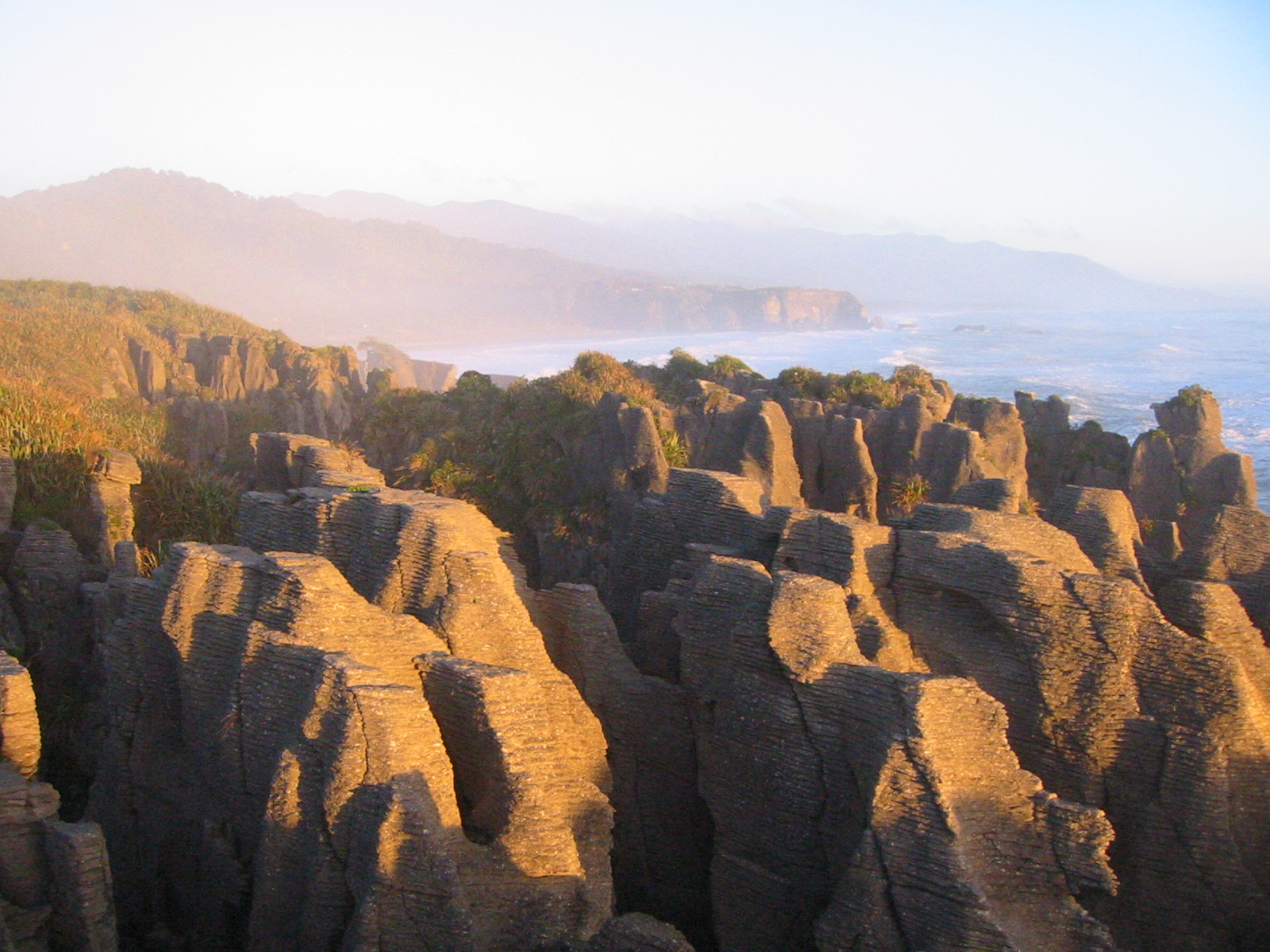
팬케익 바위

푸나카이키(Punakaiki)는 뉴질랜드 남섬의 웨스트코스트 지방 불러 구(Buller District)에 있는 작은 마을로, 웨스트포트와 그레이마우스 사이, 그리고 파파로아 국립공원의 가장자리에 있다.

## 팬케익 바위
마을의 남쪽 돌로미티 포인트에 있는 팬케익 바위는 인기 있는 관광 명소다. 팬케익 바위는 거대한 침식된 석회암 지역으로 만조 때 세로로 된 구멍바위들을 통해 바닷물이 뿜으면서 들어온다. 바닷생물의 침전물로 단단한 석회암과 부드러운 사암이 층층이 형성되면서 거대한 압력으로 생성된 '팬케익' 모양의 석회석과 함께 이러한 현상은 이 지역의 볼거리다.
팬케익 바위들은 현재 여러 개의 구불구불한 보도와 암석층을 통과하면서 볼 수 있다. 여러 부분은 휠체어로 통과할 수 있으며 바위 표면에 위아래로 오르내릴 수 있는 계단이 있다. 주립도로 6번은 웨스트 코스트로 가는 유일한 도로로, 이 마을을 통과한다.

## 갤러리

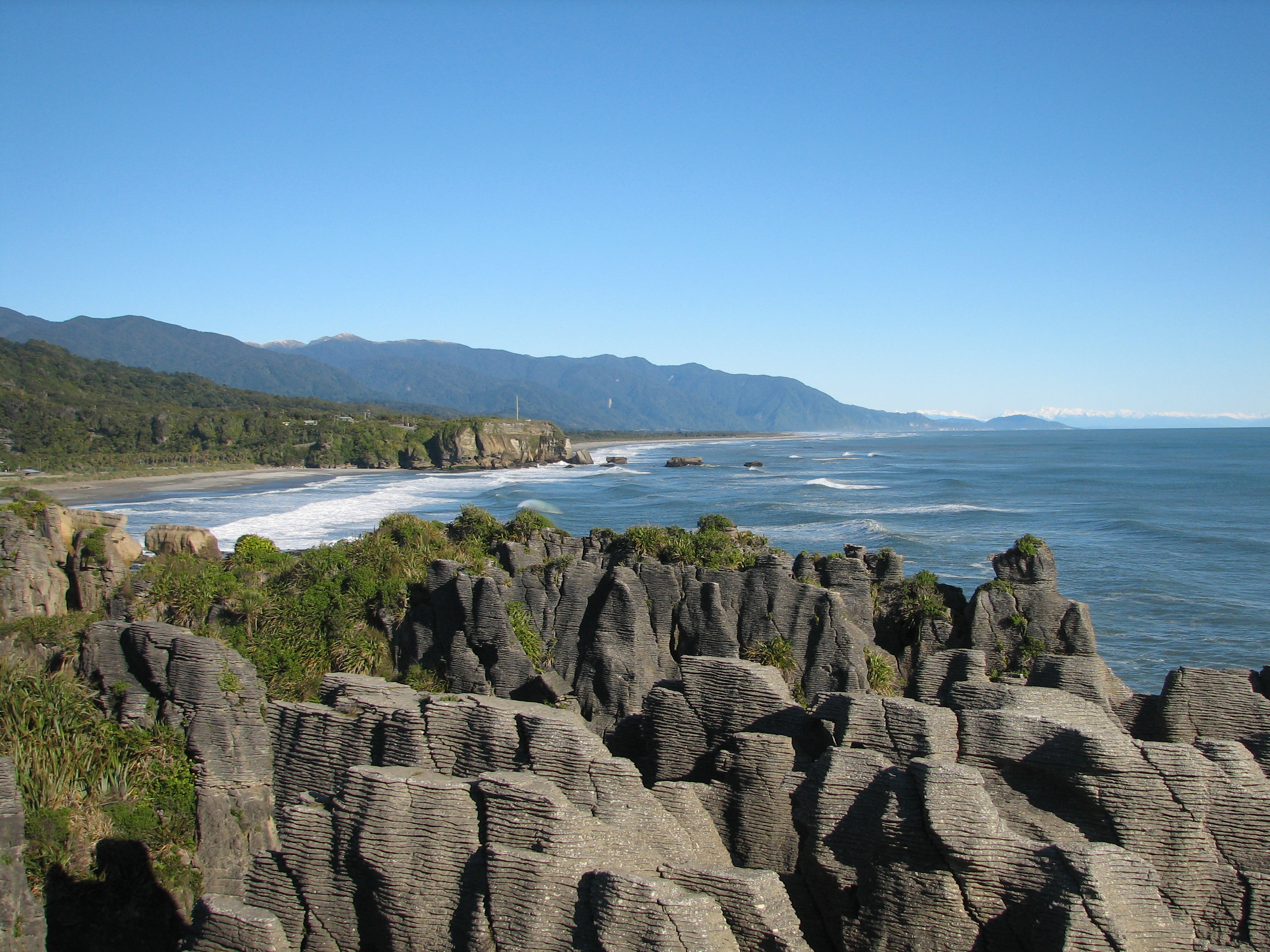
남쪽에서 바라본 팬케익 바위
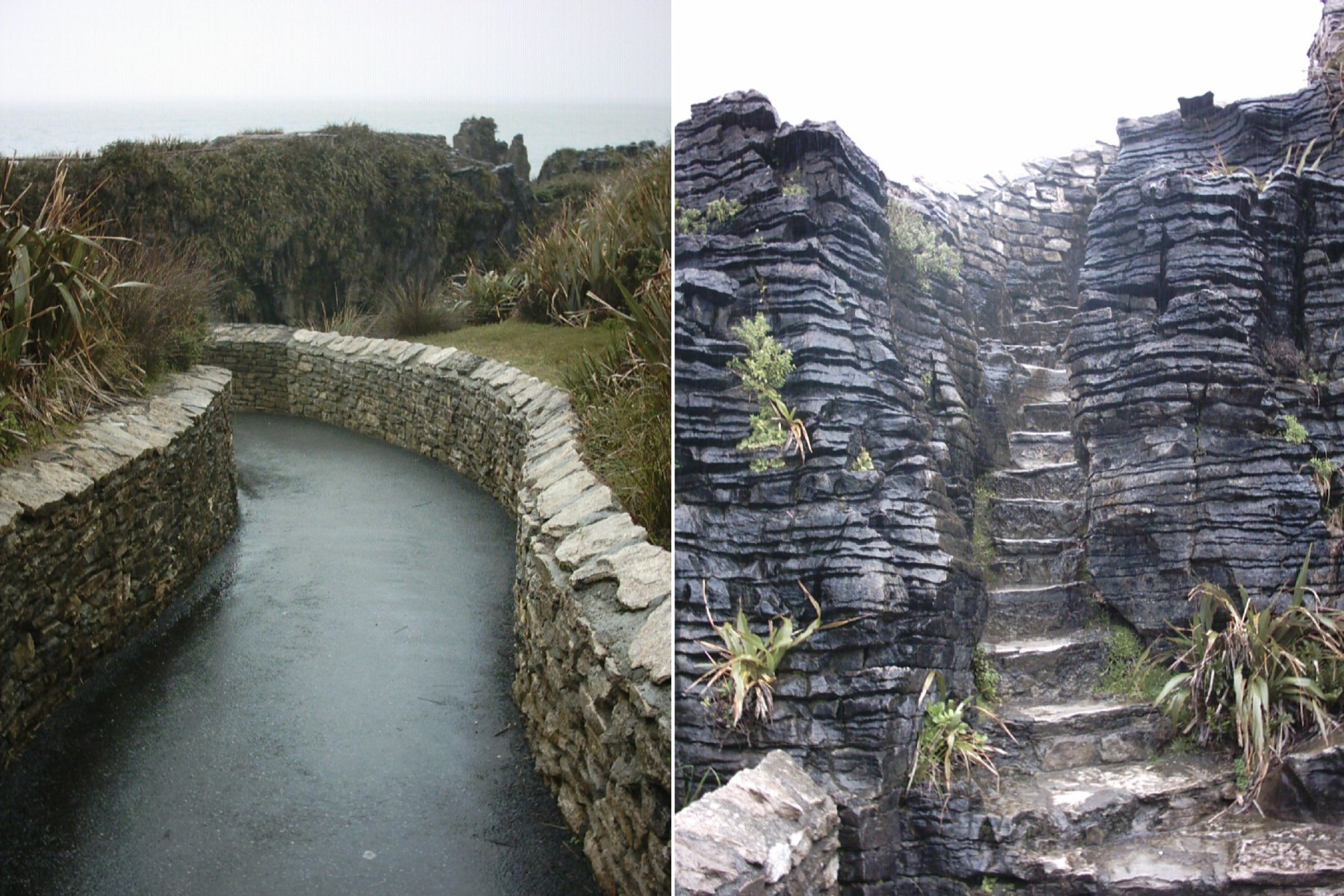
팬케익 바위 주변의 보행자 보로
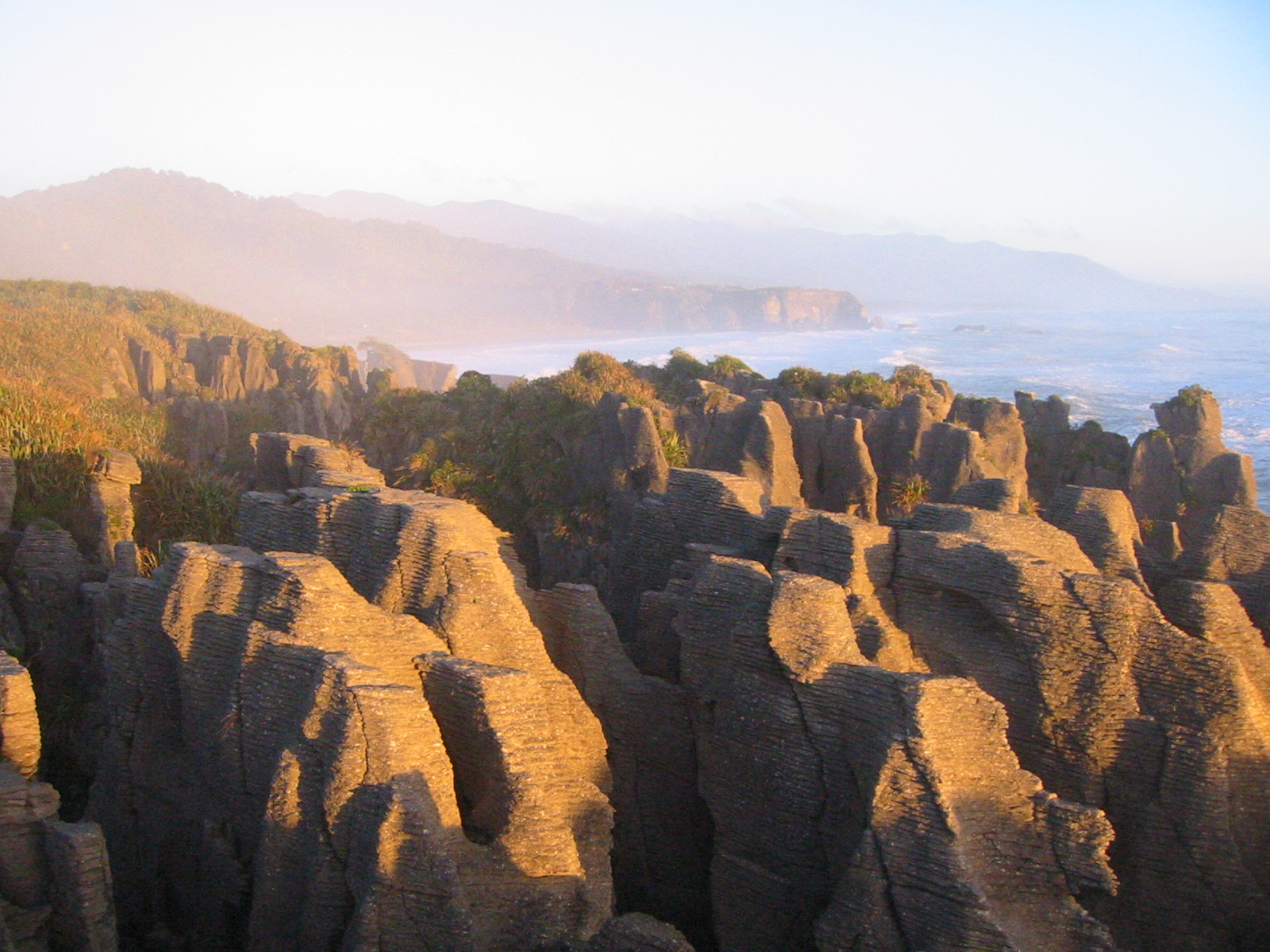
푸나카이키 근처의 팬케익 바위